# Flexibilní výhybka (patent)

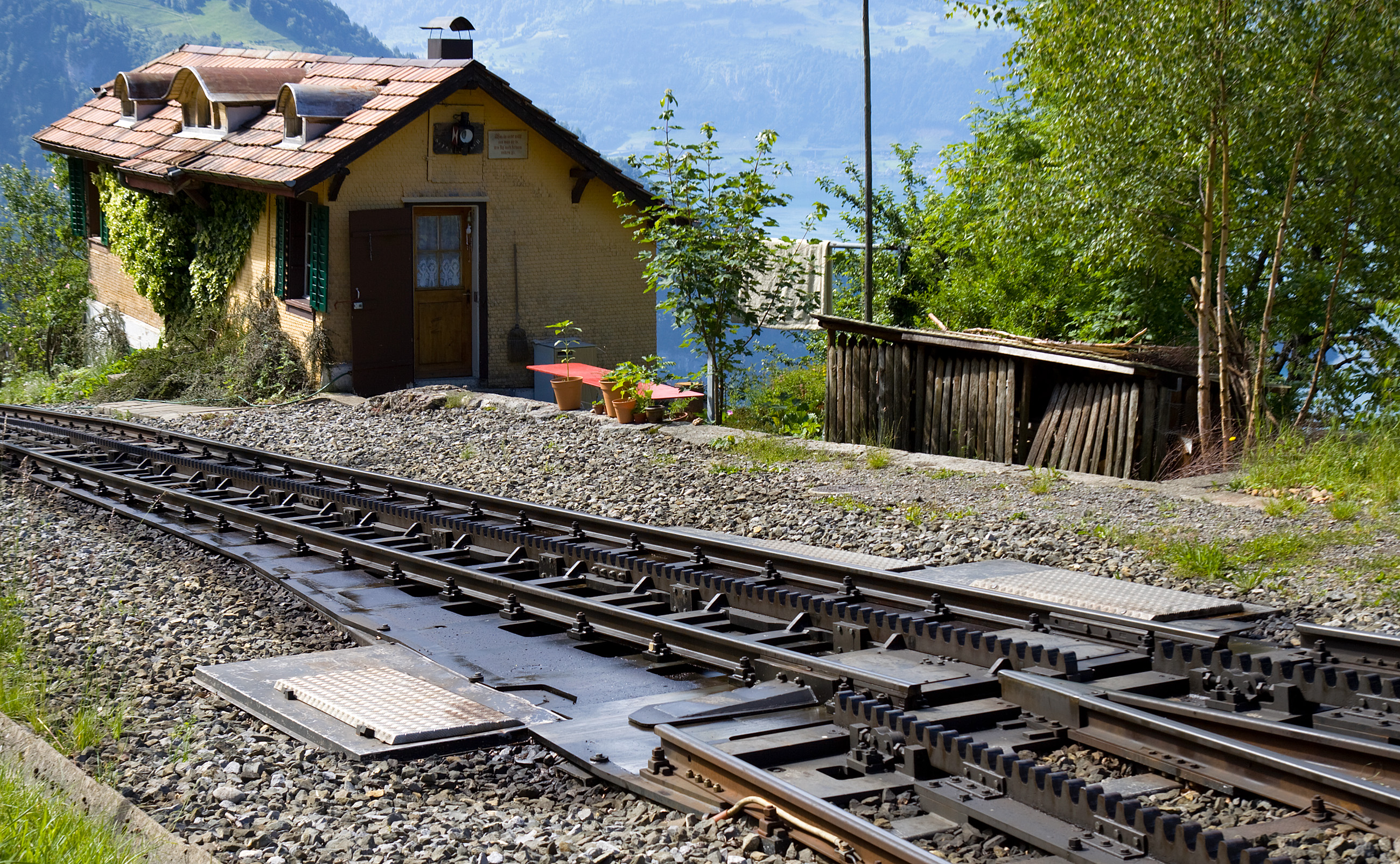
Flexibilní výhybka RIGI-VTW 2000 ve stanici Freibergen

Flexibilní výhybka,[zdroj?] (anglicky: New special flexible rack railway turnout RIGI-VTW 2000 (v překladu Nová speciální flexibilní ozubnicová výhybka) německy: Neue spezielle biegbare Zahnstangenweiche RIGI-VTW 2000 (v překladu Nová speciální ohebná ozubnicová výhybka)), je patentovaná konstrukce výhybky, která používá jiného principu přestavení koleje pro změnu směru jízdy vlaků než výhybka s ohebnými jazyky, které se přimykají k přímé nebo odbočující kolejnici v místě společné koleje. Místo toho se přestavuje celé kolejové těleso s pevným bodem u společné koleje. Volný konec pružného kolejového tělesa se celý přestavuje k jednotlivým kolejím, pro které má být vlaková cesta postavena. Konstrukci flexibilní výhybky si v roce 2000 nechali patentovat Švýcaři Peter Pfenniger a Hansjörg Suter.
Flexibilní výhybka je opravdu ohebná – ve smyslu prostorové změny tvaru kolejnic při jejím přestavení do jednoho nebo druhého směru. Princip není úplně nový a připomíná konstrukci vlečných výhybek (viz galerie níže). Tato původní řešení se z různých důvodů se v praxi nerozšířila a pro ozubnicovou dráhu nejsou vhodná. Z hlediska principu funkce, tedy ohýbání kolejového tělesa, lze nalézt stejný princip u flexibilní výhybky pro monorail. Flexibilní výhybku, tedy konstrukci s využitím tvarové změny kolejového tělesa popisuje i E. Miller, správce na železnici Portage.
Patentovaný princip flexibilní konstrukce spočívá v tom, že výhybka nemá jazyky, které se podle směru přestavení přimykají k přímé nebo odbočující kolejnici ale v místě společné koleje má pevný bod, od kterého se kolejnice ohýbají do požadovaného směru jízdy, a taktéž je ve středu koleje osazena ozubeným hřebenem. Volný – ohebný konec pak navazuje na pevné kolejnice v přímém nebo odbočujícím směru. Podle provedení, délky pružného úseku a úhlu odbočení může, ale nemusí být výhybka osazena srdcovkou a přídržnicemi, mimo to jsou v patentované konstrukci použity další prvky, dříve nepoužité.
U flexibilní výhybky podle tohoto patentu je užitá flexibilita zachována i po upevnění k podkladu a je nutnou, nikoliv však postačující podmínkou funkce.

## Konstrukce
Princip, respektive technické řešení výhybky RIGI-VTW 2000 je patentově chráněné.

Příklady vlečné konstrukce výhybky různého rozchodu bez ozubnice a klasická výhybka
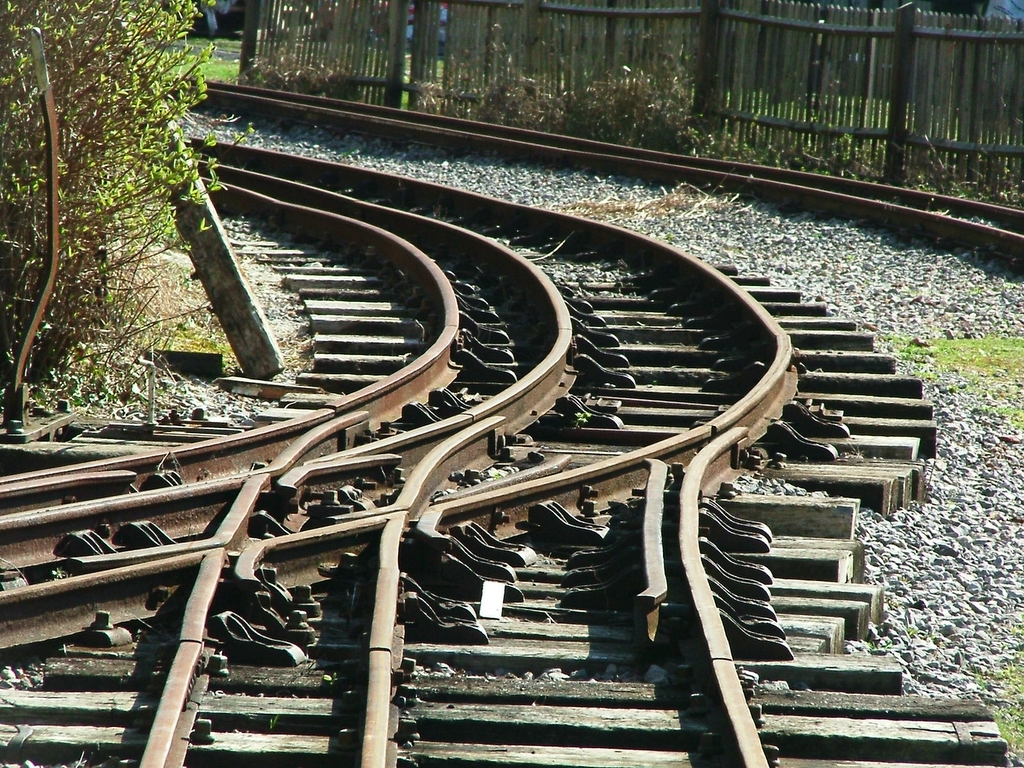
Vlečná výhybka pro dva rozchody se srdcovkami
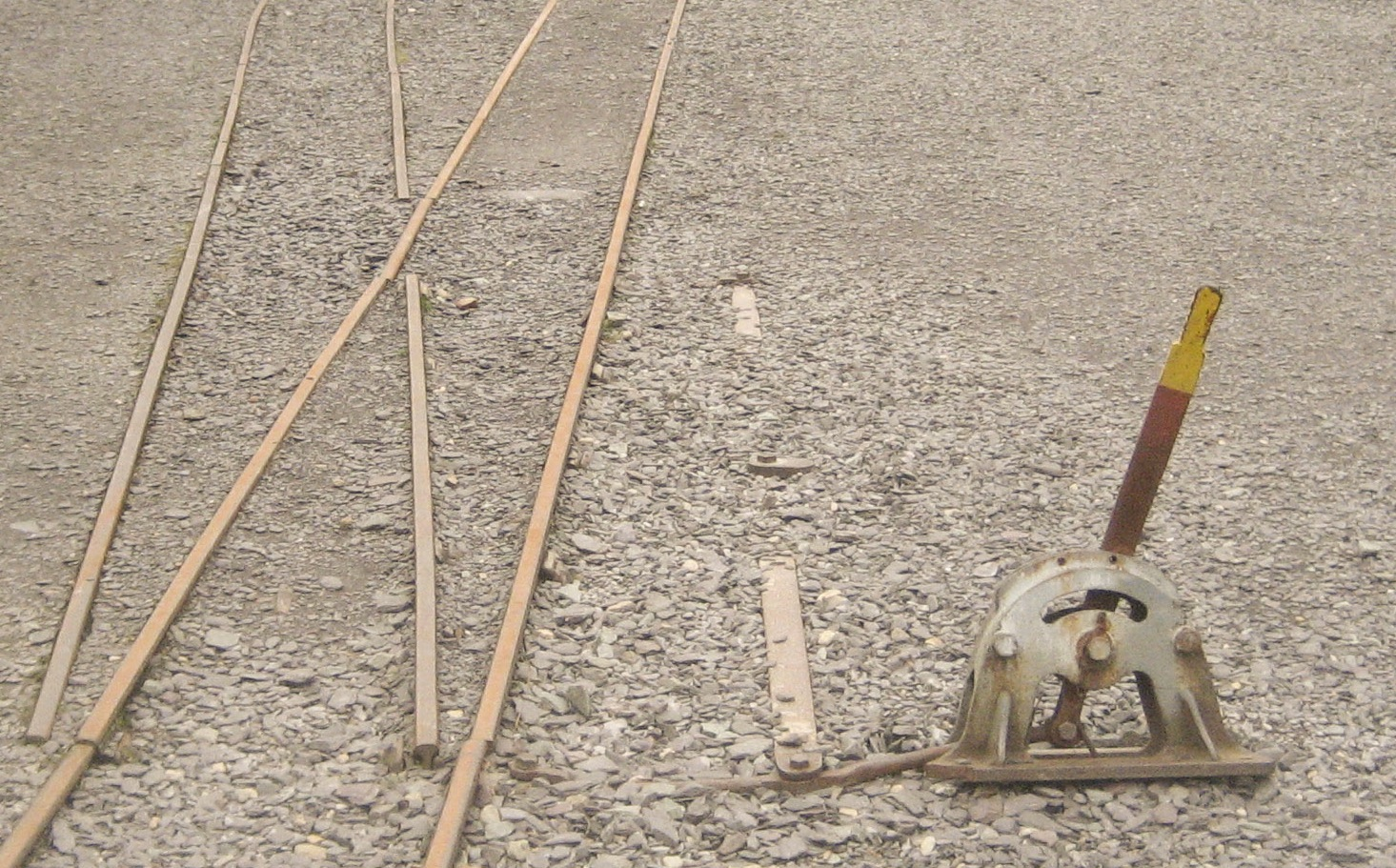
Vlečná výhybka s otočnou částí kolejnice v místě srdcovky
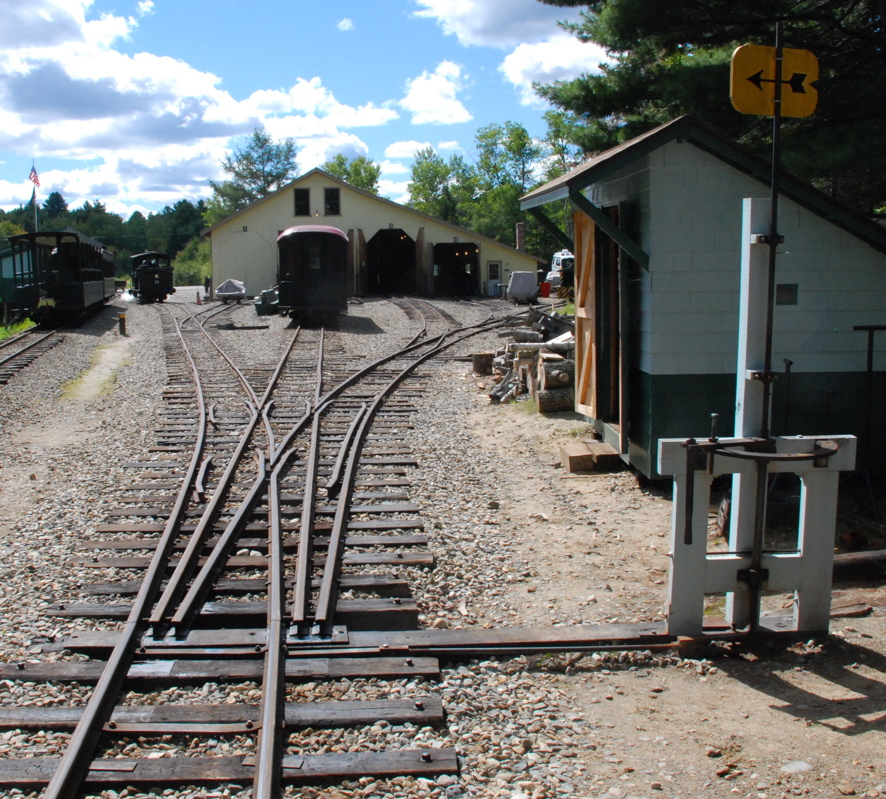
Třícestná vlečná výhybka úzkokolejné dráhy se srdcovkami
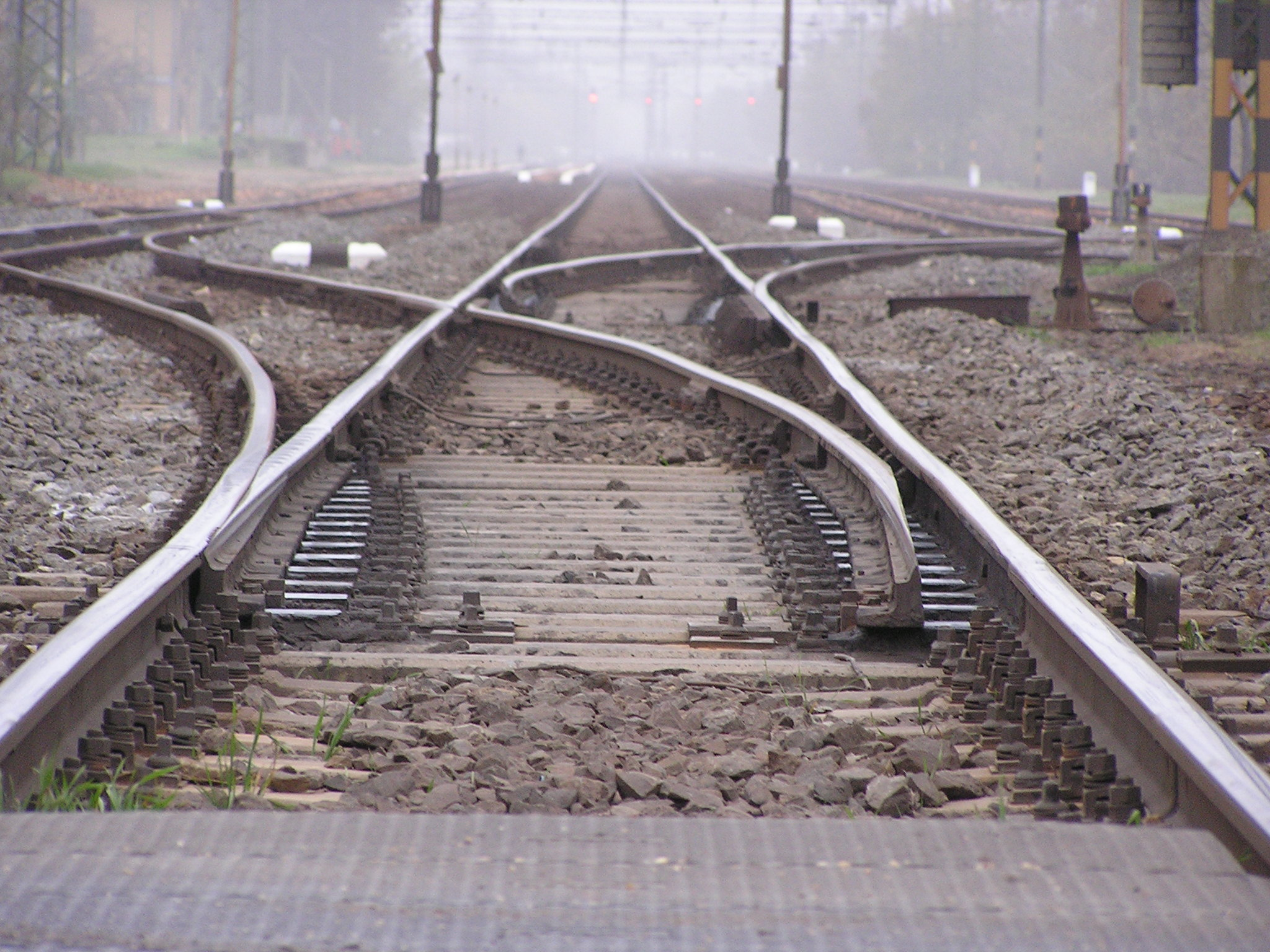
Klasická výhybka s pružnými jazyky (pro porovnání)

### Popis obrázků

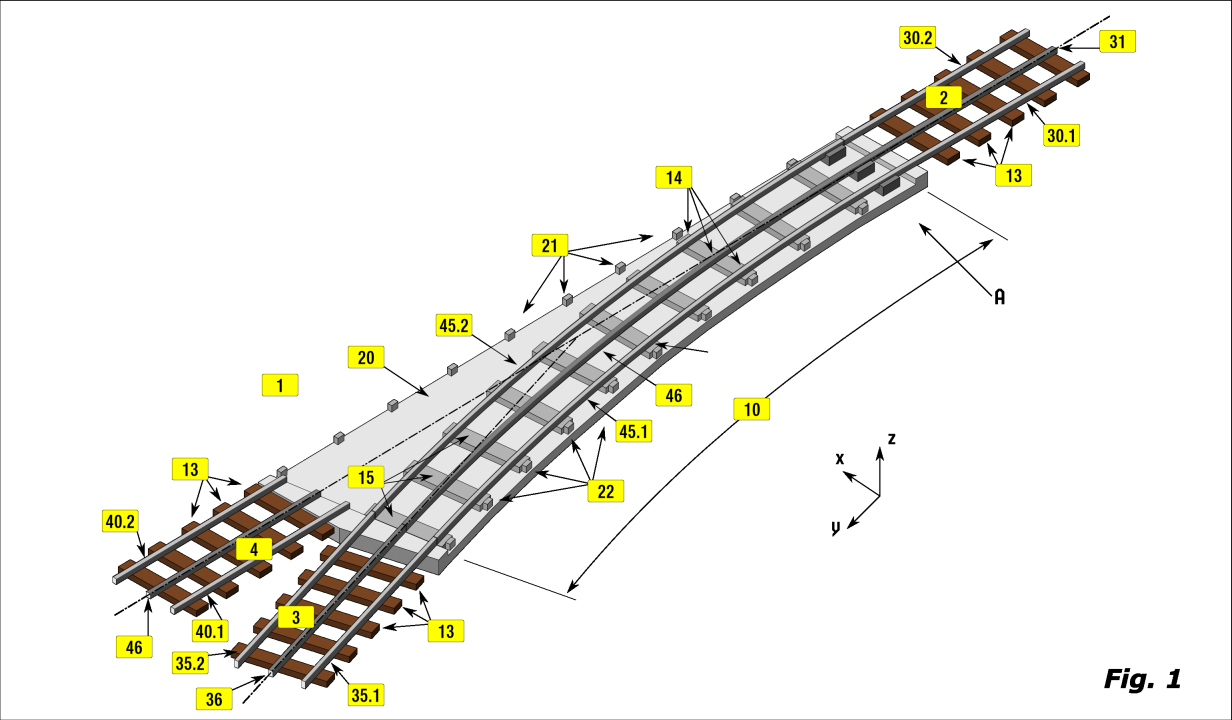
Obrázek 1: RIGI-VTW 2000

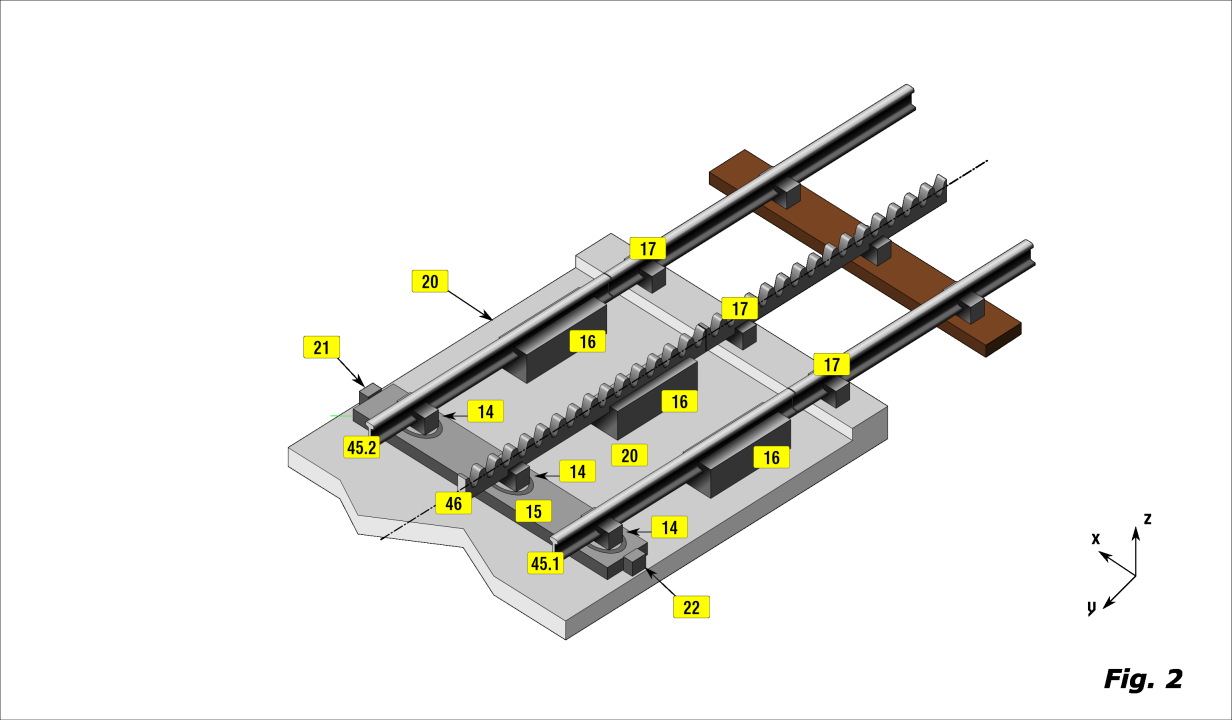
Obrázek 2: RIGI-VTW 2000

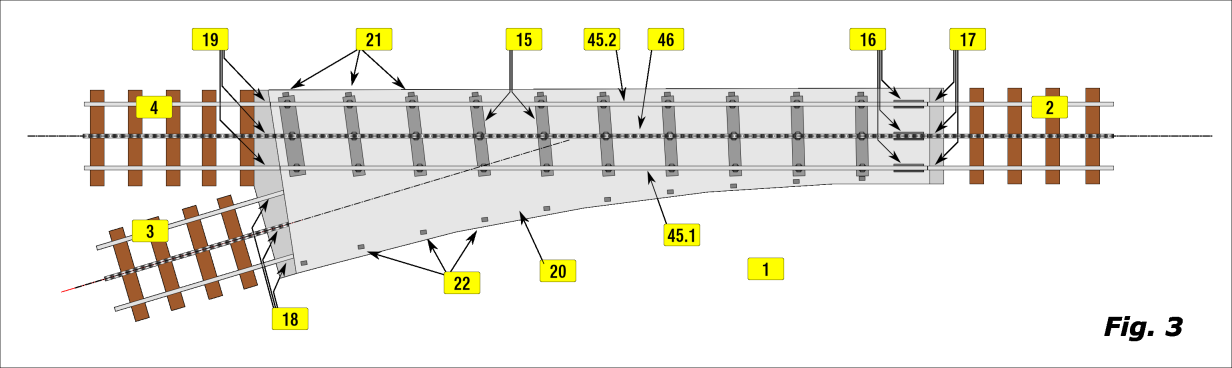
Obrázek 3: RIGI-VTW 2000

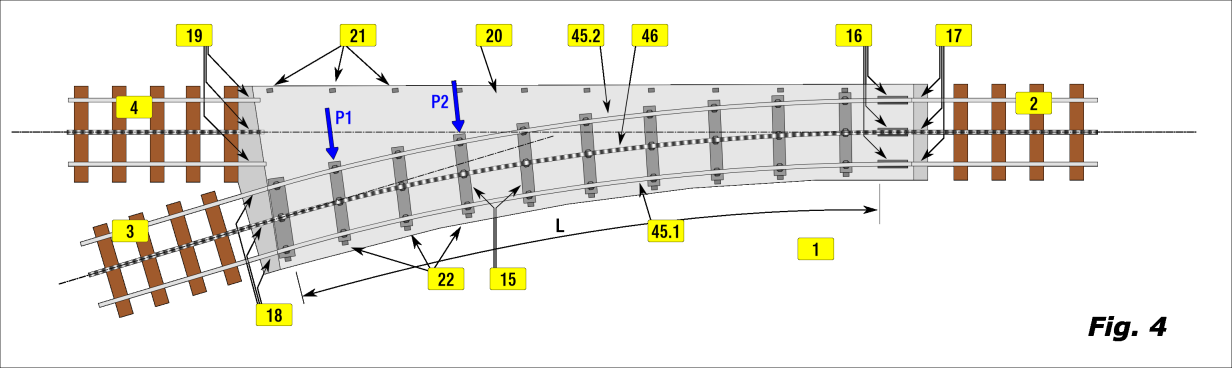
Obrázek 4: RIGI-VTW 2000

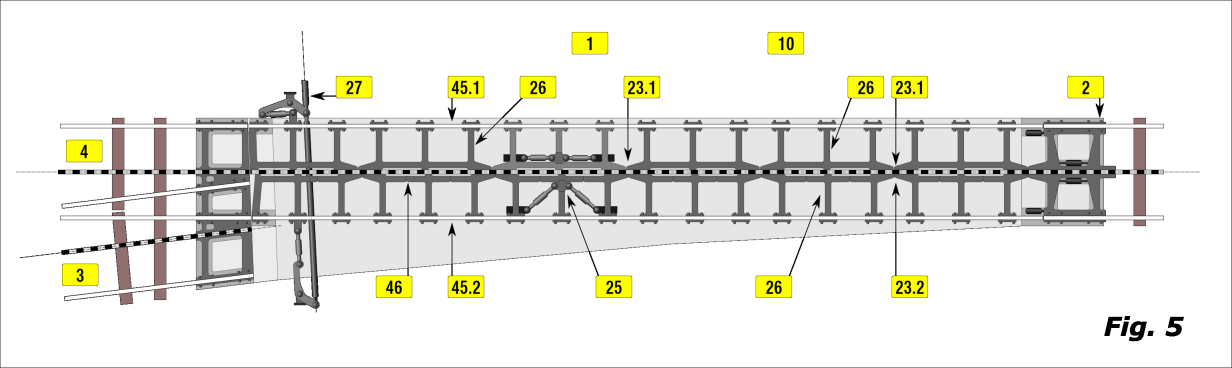
Obrázek 5: RIGI-VTW 2000

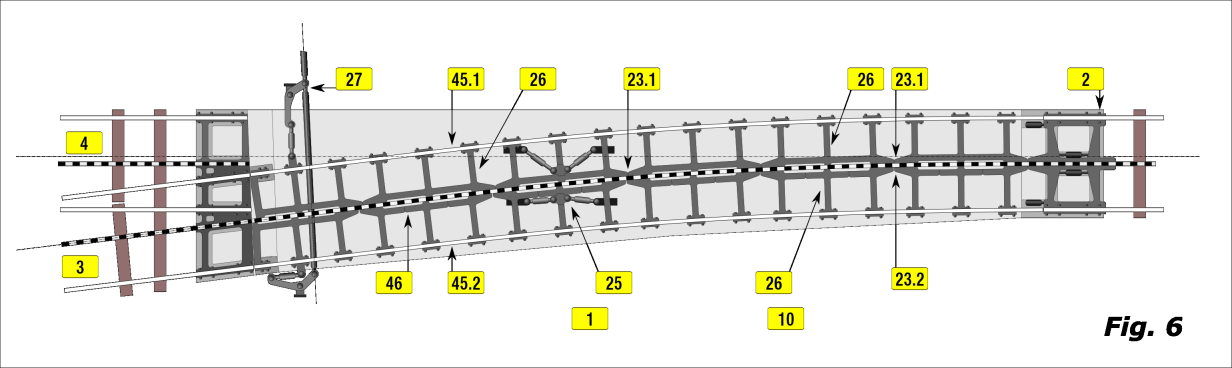
Obrázek 6: RIGI-VTW 2000

Obrázek 1: zobrazuje celkový pohled na výhybku (1) pro ozubnicovou dráhu v perspektivním pohledu. Výhybka (1) se skládá ze společné koleje (2) a dvou kolejí (3) a (4). Mezi nimi je vložena fexibilní část - kolejnice (10), která je v horizontálním směru (osa x) příčně pohyblivá. Pevný bod se nachází u společné koleje (2), volný konec flexibilního úseku (10) je možno přesunout ke koleji (3) nebo (4), na obrázku u koleje (3) ve směru do odbočky. V druhé poloze (viz obr. 3) je flexibilní úsek (10) v poloze přímého směru a propojuje kolejové úseky (2) a (4).
Kolejnice kolejí (2), (3), (4) a (10) jsou v tomto případě vzájemně rovnoběžné (30.1), (30.2), (35.1), (35.2), (40.1), (40.2), (45.1), (45.2) a ozubený hřeben ve středu (31), (36), (41), (46). Ve směru do odbočky (3) je flexibilní úsek (10) prohnut tak, aby kolejnice (45.1), (45.2) a ozubený hřeben (46) tvořily oblouk mezi kolejovými úseky (2) a (3).
Kolejové úseky (2), (3) a (4) jsou mezi sebou vzájemně mechanicky svázány základovou deskou (20), na které je usazen pružný úsek (10). Krajní poloha pro přímý směr je definována dorazy (21), pro odbočku dorazy (22).
Ve flexibilním úseku (10) jsou kolejnice (45.1) a (45.2) a ozubený hřeben (46) uchyceny k distančním pražcům (15) pomocí otočných čepů a patek (14) (viz obrázek 2). V nezatíženém stavu je možno flexibilní úsek (10) příčně přesouvat po základně (20). Při zatížení (průjezdu) kolejovým vozidlem jsou distanční pražce (15) tlačeny proti základně (20) silou, která flexibilní úsek (10) stabilizuje.
Flexibilní úsek (10), kolejnice (45.1), (45.2) a ozubený hřeben (46) jsou pevně spojeny se základnou (20) v místě upínacího bodu (16), který tvoří pevný bod na podkladní konstrukci (20). Koncové body pohybu flexibilního úseku (10) jsou v horizontální rovině stanoveny umístěním dorazů (21) a (22), které jsou pevně připojeny k základně (20). Při přestavení flexibilního úseku se tento postupně opírá o dorazy (21) při přestavení pro přímý směr (4) na straně kolejnice (45.2) a o dorazy (22) při přestavení do odbočky (3) na straně kolejnice (45.1). Podle dorazů je tvarován průběh oblouku do směru (3) nebo přímo do směru (4).
Paralelní vzdálenost kolejnic (45.1), (45.2) a ozubeného hřebene (46) je definována distančními pražci (15). Každý z nich je umístěn pod jiným sklonem vzhledem k příčnému průběhu koleje. Úhel sklonu distančních pražců (15) v horizontálním směru je volen tak, aby v krajních polohách byla zachována správná rozteč mezi kolejnicemi (45.1), (45.2) a ozubeným hřebenem (46) a také byl dodržen potřebný rozchod. Úhly sklonu (f1 až f10 a F1 až F10) distančních pražců (15) jsou zobrazeny na obrázku 3 a 4.
Obrázek 2: ukazuje detail z obrázku 1 ve směru šipky A. Zobrazeny jsou dvě kolejnice (45.1) a (45.2) a ozubený hřeben (46), které jsou přes čepy s patkami (14) spojeny s příčným pražcem (15). Osa čepů (14) je rovnoběžná s osou z. Kolejnice (45.1), (45.2) a ozubený hřeben (46), které jsou v délce flexibilního úseku (10) spojeny pouze distančními pražci (15) a jejich poloha je vymezena dorazy (21) a (22) jsou zde pevně spojeny se základnou (20) pomocí upínacího bodu (16). Tento bod je také společným bodem teplotní kompenzace roztažnosti.
Obrázek 3: zobrazuje výhybku (1) podle obrázku 1 v půdorysném pohledu. Z obrázku je dobře patrné rozdělení na jednotlivé úseky kolejí (2), (3) a (4) a flexibilní úsek (10). Výhybka je postavena v přímém směru mezi úseky (2) a (4). Flexibilní část (10) se distančními pražci opírá o dorazy (21) připevněné k podkladu (20). Z obrázku je patrné, že každý z distančních pražců (15) má jiný úhel sklonu (F1 až F10) oproti kolejnici (45.1), (45.2) a ozubenému hřebenu (46). Úhly (F1 až F10) jsou závislé na průběhu požadovaného oblouku flexibilního úseku (10). Tyto úhly jsou stanoveny tak, aby v krajní poloze přímého směru byla zaručena rovnoběžnost kolejnic (45.1), (45.2) a ozubeného hřebene (46). Tohoto je dosaženo tím, že úhly (F1 až F10) mezi kolejnicemi a distančními pražci jsou totožné s doplňkem protilehlého úhlu (f1 až f10).
Obrázek 4: ukazuje výhybku podle obrázku 1 v poloze přestavení do odbočky, kdy flexibilní úsek (10) propojuje kolejové úseky (2) a (3) obloukem, který je definován dorazy (22) pevně spojenými se základnou (20). Vzhledem k nové poloze distančních pražců (15), které jsou čepy s patkami (14) spojeny s kolejnicemi (45.1), (45.2) a ozubeným hřebenem (46), mění se i úhly (f1 až f10). Flexibilní úsek (10) je ohýbán ve volné části, zatímco opačná část je pevně spojena se základnou (20) v místě upínacího bodu (16). Flexibilní úsek (10) je ohýbán v délce L, přičemž změna délky kolejnic (45.1), (45.2) a ozubeného hřebene (46) z přímého tvaru do tvaru oblouku je zanedbatelná. Síla potřebná k ohnutí flexibilního úseku je poměrně malá a působí v místech P1 a P2. Průběh a poloměr oblouku je proměnný, v koncové poloze definovaný dorazy (22).
Kolejnice (45.1), (45.2) a ozubený hřeben (46) flexibilního úseku (10) jsou se základnou (20) spojeny v upínacím bodě (16). Společný úsek (2) tvořený kolejnicemi (30.1), (30.2) a ozubený hřeben (31), úsek v přímém směru (4) tvořený kolejnicemi (40.1), (40.2) a ozubeným hřebenem (46) a úsek odbočky (3), tvořený kolejnicemi (35.1), (35.2) a ozubeným hřebenem (36) jsou spojeny se základnou (20) v místech (17), (18) a (19). Délkové teplotní změny flexibilního úseku (10) jsou kompenzovány stejnými změnami základny (20). Alternativně je možno v případě potřeby řešit teplotní kompenzaci volným uložením v patkách (14) ve směru osy kolejnice nebo ozubeného hřebene.
Obrázek 5: schematicky zobrazuje další provedení výhybky, zakreslené v přímém směru propojující úseky (2) a (4). Toto provedení má v části flexibilního úseku (10) tvořeného kolejnicemi (45.1), (45.2) a ozubeným hřebenem (46) použity segmentové pražce (26), které jsou kolmé na osu kolejnice a ozubeného hřebene. Segmentové pražce (26) a kolejnice (45.1), (45.2) a ozubený hřeben (46) jsou spojeny po částech z levé a pravé strany osy flexibilního úseku (10). Oproti předchozímu uspořádání (obrázek 3 a 4) jsou segmentové pražce (26) spojené s kolejnicí (45.1) podélně posuvné vzhledem k ozubenému hřebeni (46). Stejně tak jsou vzhledem k ozubenému hřebeni (46) posuvně uloženy segmentové pražce (26) spojené s kolejnicí (45.2) na druhé straně. Toto posuvné řešení odstraňuje nutnost použití otočných čepů oproti předchozímu případu. Segmentové pražce (26) jsou vzájemně odděleny definovanými mezerami (23.1) a (23.2). Tyto mezery (23.1) a (23.2) jsou střídavě uzavřeny nebo otevřeny podle polohy flexibilního úseku (10). Mezery (23.1) jsou uzavřeny při přestavení flexibilního úseku (10) do odbočky (3) (viz obrázek 6) a otevřeny v přímém směru. Mezery (23.2) jsou otevřeny při postavení flexibilního úseku (10) do odbočky (viz obrázek 6) a uzavřeny v přímém směru.
Kolejnice (45.1), (45.2) a ozubený hřeben (46) zůstávají po celou dobu přestavení a v krajních polohách výhybky paralelně. Toto provedení je vhodné pro výhybky s relativně malým posunutím přestavení jízdního směru výhybky se srdcovkou (štíhlé). Křivost ohnutí flexibilního úseku (10) je definována mezerami (23.2) mezi segmentovými pražci (26). Pro větší požadované výchylky přestavení může toto uspořádání vést ke vzniku polygonu. Flexibilní úsek (10) je fixován pevným bodem (25) v podélném směru a definuje křivost ohnutí ve směru příčném. Ovládání výhybky je realizováno táhlem a pákami (27).
Obrázek 6: zobrazuje stejnou konstrukci výhybky jako na obrázku 5 ale v poloze přestavení do odbočky, tedy propojující úseky (2) a (3). V této poloze je zaměněn stav mezer (23.1) a (23.2) oproti obrázku 5 vlivem prohnutí flexibilního úseku (10).

### Patentovaný princip
1. Výhybka (1) je určena pro železnice a jiné dopravní prostředky využívající kolejový princip dopravy vedoucí z jedné koleje (2) na nejméně dvě další koleje (3) a (4), které jsou spojeny se základnou (20) přes pevné body (17), (18) a (19). Mezi tyto konce kolejí je vložena střední - flexibilní kolej (10), která je uložena na základně (20) a příčně pohyblivá, ovládaná mechanismem (27), který společnou kolej vycházející z koleje (2) přestavuje do směru koleje (3) a (4) do definovaných koncových poloh. Střední, flexibilní, část se skládá nejméně ze dvou elasticky ohebných kolejnic, v tomto případě (45.1), (45.2) a ozubeného hřebene (46), které jsou k podkladové desce (20) připevněny přes pevný bod (16), a které jsou vzájemně mechanicky a funkčně svázány distančními pražci (15) nebo pražcovými segmenty (26). Tyto pražce nebo segmenty jsou umístěny po celé délce ohebného - flexibilního úseku. Jejich konstrukce je řešena tak, aby pohyb nejméně dvou elasticky ohebných kolejnic, v tomto případě (45.1), (45.2) a ozubeného hřebene (46), byl v krajních polohách mechanicky vymezen dorazy (21), (22) - vnější mechanické dorazy nebo dorazy segmentových pražců (23.1) a (23.2). Tyto dorazy jsou uspořádány po dvou pro každý segment samostatně.
2. Výhybka (1) se podle bodu 1 vyznačuje tím, že distanční pražce (15) jsou otočně spojeny pomocí kloubů (14) s nejméně dvěma pružnými a ohebnými kolejnicemi (45.1), (45.2) a ozubeným hřebenem (46) ve středním úseku (10), a že distanční pražce (15) jsou v jedné krajní poloze skloněny o úhly F1 až F10 vzhledem ke kolejnicím a hřebenu (45.1), (45.2), (46), a ve druhé krajní poloze skloněny o úhly f1 až f10, které jsou totožné s doplňkem prvního úhlu (F1 ~ f1, F2 ~ f2, ...).
3. Výhybka (1) podle bodu 2 se vyznačuje tím, že distanční pražce (15) nahrazují standardní uložení v pražcích (13).
4. Výhybka (1) podle bodů 1 až 3 se vyznačující se tím, že mechanické zarážky (21) a (22) definují krajní polohy flexibilní koleje úseku (10) a jsou připevněny k podkladu (20).
5. Výhybka (1) podle jednoho z předcházejících bodů se vyznačuje tím, že střední úsek (10) se skládá ze dvou pružných, ohebných kolejnic (45.1) a (45.2), a do středu mezi nimi vloženého ozubeného hřebene (46).
6. Výhybka podle bodu 1 se vyznačuje tím, že pražcové segmenty (26) jsou uspořádány kolmo vzhledem ke kolejnicím (45.1), (45.2) a (46) a jsou funkčně spojeny s těmito kolejnicemi způsobem, že nebudou měnit své relativní pozice, zvláště ne úhel, ve vztahu k nim.
7. Výhybka (1) podle bodu 6 se vyznačuje tím, že funkční spojení mezi pražcovými segmenty (26) a ozubeným hřebenem (46) je realizováno pomocí kolíků, které jsou vedeny v drážkách, a tyto drážky jsou uspořádány v podstatě paralelně (souběžně) k hřebenu (46), a to způsobem, že při přestavení směru výhybky, je udržována konstantní relativní vzdálenost mezi kolejnicemi a nedojde ke změně odchylek.
8. Výhybka podle jednoho z bodů 6 a 7 se vyznačuje tím, že segmentové pražce (26) ve tvaru rámu jsou připevněny k vnějším kolejnicím (45.1) a (45.2) a k ozubenému hřebeni (46) mezi vnějšími kolejnicemi (45.1) a (45.2). Distanční pražce (26) jsou pevně připojeny k vnějším kolejnicím (45.1) a (45.2) ale taky, aby byly posuvné podél ozubeného hřebene (46) v podélném směru. Tento možný pohyb mezi segmentovými pražci (26) a ozubeným hřebenem (46) je řešen takovým způsobem, že umožňuje nezbytnou flexibilitu pro boční posuv flexibilní traťového úseku (10).
9. Výhybka podle bodu 8 se vyznačuje tím, že segmentové pražce (26) jsou vzájemně odděleny mezerami (23.1) a (23.2). Tyto mezery (23.1) a (23.2) jsou uspořádány tak, že jsou zavřené nebo otevřené v závislosti na koncové poloze flexibilní traťového úseku (10) a slouží tak jako mechanické dorazy.
10. Výhybka (1) podle jednoho z předcházejících bodů se vyznačuje tím, že tepelná roztažnost délky základny (20) je kompenzována tepelnou roztažností změny délky kolejnice pružné části (10) takovým způsobem, že tepelná roztažnost délky ohebných kolejnic (45.1), (45.2) a ozubeného hřebene (46) je kompenzována tepelnou roztažností délky základny (20) - princip vzájemné kompenzace.

## Aplikace patentu
První aplikace se patent dočkal na Rigi Bahnen, trati mezi Vitznau a Rigi. Další aplikace patentu je použita na Dolder-Zahnradbahn u Zurichu, kde jsou instalovány dvě výhybky tohoto principu.